# Théodore Judlin
 (février 2018).
Si vous disposez d'ouvrages ou d'articles de référence ou si vous connaissez des sites web de qualité traitant du thème abordé ici, merci de compléter l'article en donnant les références utiles à sa vérifiabilité et en les liant à la section « Notes et références ».
Théodore Judlin est un architecte français d'origine alsacienne né le 15 décembre 1863 à Soultz-Haut-Rhin et mort le 13 mai 1946 à Ablon-sur-Seine. 
Il est l'architecte de nombreux immeuble de style hausmanien dans le 15e arrondissement de Paris.